# Sphaeralcea mendocina
Sphaeralcea mendocina là một loài thực vật có hoa trong họ Cẩm quỳ. Loài này được Phil. miêu tả khoa học đầu tiên năm 1862.